# EssilorLuxottica
EssilorLuxottica est une multinationale franco-italienne fondée le 1er octobre 2018 par la fusion du français Essilor et de l'italien Luxottica. C'est le groupe leader dans la conception, la production et la commercialisation de verres ophtalmiques, d'équipements optiques, de lunettes de vue et de lunettes de soleil.
L'entreprise réalise un chiffre d'affaires de près de 20 milliards d'euros pour près de 1,5 milliard d'euros de bénéfices en 2021. La société est cotée sur le marché Euronext Paris. Avec une capitalisation boursière de 66 milliards d'euros au 25 mai 2022, c'est la 9e capitalisation du CAC 40 et la 20e de Euro Stoxx 50. Son siège est basé à Charenton-le-Pont près de Paris et à Milan.

## Histoire

### Origines d'Essilor et de Luxottica

Ancien logo depuis 2018.

Le groupe Essilor trouve son origine dans une coopérative ouvrière créée en 1849, l'Association fraternelle des ouvriers lunetiers, devenue Essel. En 1959, Bernard Maitenaz invente le verre progressif Varilux. Essilor naît en 1972 de la fusion entre Essel et Silor (Société Industrielle de Lunetterie et d'Optique Rationnelle). Il réalise un chiffre d'affaires de 6,71 milliards d'euros et consacre 200 millions d'euros par an à la recherche et développement. Essilor est dirigé par Paul du Saillant depuis décembre 2020. Il compte 490 laboratoires de prescription, 32 sites de production, quatre centres « Innovation et technologies » aux États-Unis, en France, en Chine et à Singapour et un centre de R&D de pointe sur la technologie photochromique Transitions basé en Irlande.
Luxottica est créée en 1961 par l'entrepreneur italien Leonardo Del Vecchio. En 2019, la société qui est leader mondial des montures est présente dans 150 pays et réalise un chiffre d'affaires de 14 milliards d'euros.

### Rapprochement d'Essilor et Luxottica
En janvier 2017, Essilor et Luxottica annoncent la fusion de leurs activités. Après avoir reçu les autorisations nécessaires de la part des autorités de concurrence des États-Unis, de l'Union européenne, du Brésil, du Canada et de la Chine, EssilorLuxottica est créée le 1er octobre 2018.
Cette fusion donne naissance à un géant de l'industrie de l'optique générant un chiffre d'affaires de plus 16 milliards d'euros et une capitalisation boursière de 57 milliards d'euros.
Ce rapprochement a été réalisé en changeant la dénomination sociale d'Essilor qui est devenue EssilorLuxottica et a lancé une offre publique d'échange.
Delfin S.a.r.l. (société contrôlée par Leonardo Del Vecchio, ancien actionnaire majoritaire de Luxottica) détenait alors 62,42 % de Luxottica, part qu'il a apporté à EssilorLuxotica. Delfin est par la même occasion devenu le principal actionnaire du nouveau groupe avec 38,9 % du capital.
Après l'offre publique d'échange, la part de Delfin dans le capital social d'EssilorLuxottica est passée de 38,93 % à 32,05 % (les droits de vote faisant l'objet d'un plafonnement à 31 %).
Le 5 mars 2019, EssilorLuxottica détient l'ensemble des actions composant le capital de Luxottica et les actions Luxottica ont ainsi été retirées de l'inscription à la cote à la bourse de Milan.
Lors du rapprochement en 2018, il est conclu qu'un équilibre des pouvoirs sera respecté à la direction de la société, malgré le fait que l'ancien PDG de Luxottica soit l'actionnaire majoritaire. EssilorLuxottica est ainsi dirigé par un président-directeur général (Leonardo Del Vecchio) et un vice-président-directeur général délégué (Hubert Sagnières), qui ont les mêmes pouvoirs.
En mars 2019, Hubert Sagnières et Leonardo Del Vecchio s'affrontent par médias interposés, Del Vecchio reprochant à Sagnières de gérer seul la nouvelle société sans respecter les accords, et Sagnières répondant que le milliardaire italien cherche à prendre le contrôle de la société sans payer de prime aux autres actionnaires. Le 25 mars, Delfin dépose une demande d'arbitrage auprès de la Chambre de commerce internationale « pour faire vérifier les violations de l'accord de rapprochement » signé en 2017. Le 15 mai 2019, Leonardo Del Vecchio, et Hubert Sagnières, vice-PDG délégué, annoncent qu'ils délèguent à Francesco Milleri, directeur général de Luxottica et à Laurent Vacherot, directeur général d'Essilor, la responsabilité « de développer et de mettre en œuvre la stratégie et le processus d'intégration d'EssilorLuxottica ». Cet accord met fin aux procédures en cours et notamment à l'arbitrage demandé à la Chambre de commerce international.

### Acquisitions
En juillet 2019, EssilorLuxottica annonce se porter acquéreur de la participation de 76,72 % de HAL Optical Investments dans GrandVision, afin de procéder ensuite à un rachat complet pour un total 7,2 milliards d'euros. Avec ses plus de 7 200 boutiques et ses 37000 salariés, GrandVision réalise un chiffre d'affaires de plus de 3,7 milliards d'euros. Ce projet se heurte néanmoins à la désapprobation des autorités de la concurrence dans plusieurs pays, à commencer par ceux de l'Union européenne (UE). Des tensions apparaissent également entre le vendeur et l'acheteur. En juillet 2020, EssilorLuxottica annonce avoir intenté une action en justice devant le tribunal de grande instance de Rotterdam afin d'obtenir des informations de GrandVision. HAL réplique en intentant une procédure d’arbitrage contre la société. En mars 2021, EssilorLuxottica obtient l'accord de l'UE pour procéder au rachat de GrandVision, sous certaines conditions, notamment celles de se séparer de plus de 350 magasins en Belgique, en Italie et aux Pays-Bas. En juin 2021, le tribunal arbitral confirme que GrandVision à violé ses obligations envers EssilorLuxottica et qu’EssilorLuxottica a le choix de mettre fin à l’acquisition de GrandVision. Néanmoins, 1er juillet 2021, après deux années d'obstacles, EssilorLuxottica rachète enfin les 76,72 % du capital de GrandVision à la holding HAL. Six mois plus tard, EssilorLuxottica finalise l'acquisition en s'emparant de 99,84 % du capital via une offre publique obligatoire. GrandVision est délisté de la cote à Amsterdam le 10 janvier 2022.
En avril 2024, EssilorLuxottica annonce l'acquisition de Washin Optical, une entreprise d'opticiens au Japon. En mai 2025, EssilorLuxottica annonce l'acquisition d'Optegra, une entreprise britannique spécialisée dans les cliniques d'ophtalmiques. En août 2025, EssilorLuxottica annonce l'acquisition d'Automation & Robotics (A&R), une société belge spécialisée dans la conception et la commercialisation de machines de mesure et de contrôle des verres de lunettes.

## Activités
EssilorLuxottica réunit les activités d'Essilor, Luxottica et GrandVision.
Essilor est organisé autour de trois activités : verres correcteurs ; verres solaires et lunettes prémontées ; instruments et équipements. Les principales marques d'Essilor sont Varilux, Crizal, Transitions, Eyezen et Xperio.
Luxottica fabrique et distribue des montures de lunettes de vue et de lunettes de soleil.

### Résultats financiers
| Années             | 2022   | 2023   |
| ------------------ | ------ | ------ |
| Chiffre d'affaires | 24 494 | 25 395 |
| Résultat net       | 3 007  | 3 095  |
| Fonds propres      | 4 115  | 4 178  |
| Effectif moyen     | ?      | ?      |

## Chiffre d'affaires 2021 par zone géographique
Total (avec GrandVision) : 21,498 milliards
- Amérique du Nord : 9,87 milliards
- Europe-Moyen-Orient-Afrique : 7,95 milliards
- Asie-Pacifique : 2,54 milliards
- Amérique latine : 1,13 milliard

## Actionnaires
Au 31 décembre 2021, 442 760 578 actions sont en circulation.
La répartition du capital d'EssilorLuxottica est la suivante :
- Delfin S.a.r.l. (holding contrôlée à 100 % par Leonardo Del Vecchio) : 32,1 % ;
- salariés, anciens salariés et partenaires : 4,4 % ;
- public : 63,2 % (59,62 % d’institutionnels et 3,58 % d'actionnaires individuels) ;
- autocontrôle : 0,3 %.

| Nom                                                  | Actions     | %      |
| ---------------------------------------------------- | ----------- | ------ |
| Famille Del Vecchio (via la holding Delfin S.a.r.l.) | 142 056 173 | 32,1 % |
| Actionnariat interne (FCPE + nominatif)              | 19 472 241  | 4,4 %  |
| BlackRock                                            | 17 701 527  | 4 %    |
| Bpifrance Investissement SA                          | 4 500 668   | 1,02 % |
| T. Rowe Price                                        | 4 437 581   | 1,01 % |

Environ 80 000 salariés ou anciens salariés du groupe possèdent des actions EssilorLuxottica fin 2021. Ils représentent 4,4 % du capital (1) et 4,5 % des droits de vote.

## Controverses

### Fraude
Le 30 décembre 2019, l'entreprise révèle avoir découvert une fraude financière s'élevant à 190 millions d'euros au sein d’une de ses usines en Thaïlande.

### Pratiques anticoncurrentielles
Les entreprises antérieures à la fusion que sont Essilor et Luxottica ont toutes deux été condamnées en France par l'Autorité de la Concurrence. En effet en 2021, elle inflige à la seconde - ayant une position dominante pour les montures, 125 millions d'euros d'amende en France pour des « pratiques anticoncurrentielles graves et de longue durée », empêchant les réseaux d'opticiens de fixer leurs prix. Puis en 2022, l'Autorité de le concurrence inflige à Essilor une amende de 81 millions d'euros après des « pratiques commerciales discriminatoires visant à entraver le développement en France, de la vente en ligne de verres correcteurs »,,.